# Barbodes
Barbodes là một chi cá trong họ cá chép (Cyprinidae) bản địa của châu Á. Nhiều loài cá trước đây trong chi Puntius nay đã được xếp vào chi này.

## Các loài
Có 51 loài được ghi nhận trong chi này
- Barbodes amarus Herre, 1924
- Barbodes aurotaeniatus (Tirant, 1885)
- Barbodes banksi (Herre, 1940)
- Barbodes bantolanensis (Day, 1914)
- Barbodes baoulan Herre, 1926
- Barbodes belinka (Bleeker, 1860)
- Barbodes binotatus (Valenciennes, 1842) (Spotted barb)
- Barbodes bunau (Rachmatika, 2005)
- Barbodes carnaticus (Jerdon, 1849) (Carnatic Carp)
- Barbodes cataractae (Fowler, 1934)
- Barbodes clemensi Herre, 1924
- Barbodes colemani (Fowler, 1937)
- Barbodes disa Herre, 1932
- Barbodes dorsimaculatus (C. G. E. Ahl, 1923) (Blackline barb)
- Barbodes dunckeri (C. G. E. Ahl, 1929) (Bigspot barb)
- Barbodes everetti (Boulenger, 1894) (Clown barb)
- Barbodes flavifuscus Herre, 1924 (Katapa-tapa)
- Barbodes hemictenus D. S. Jordan & R. E. Richardson, 1908
- Barbodes herrei (Fowler, 1934)
- Barbodes ivis (Seale, 1910)
- Barbodes joaquinae (C. E. Wood, 1968)
- Barbodes katolo Herre, 1924
- Barbodes kuchingensis (Herre, 1940)
- Barbodes lanaoensis Herre, 1924 (Kandar)
- Barbodes lateristriga (Valenciennes, 1842) (Spanner barb)
- Barbodes lindog Herre, 1924 (Lindog)
- Barbodes mahakkamensis (Ahl, 1922)
- Barbodes manalak Herre, 1924 (Manalak)
- Barbodes manguaoensis (A. L. Day, 1914)
- Barbodes microps (Günther, 1868)
- Barbodes montanoi (Sauvage, 1881)
- Barbodes pachycheilus (Herre, 1924)
- Barbodes palaemophagus (Herre, 1924)
- Barbodes palata Herre, 1924
- Barbodes palavanensis (Boulenger, 1895)
- Barbodes platysoma (Bleeker, 1855)
- Barbodes polylepis J. X. Chen & D. J. Li, 1988
- Barbodes quinquemaculatus (Seale & B. A. Bean, 1907)
- Barbodes resimus (Herre, 1924)
- Barbodes rhombeus (Kottelat, 2000)
- Barbodes semifasciolatus (Günther, 1868) (Chinese barb)
- Barbodes sirang Herre, 1932 (Sirang)
- Barbodes snyderi (Oshima, 1919)
- Barbodes strigatus (Boulenger, 1894)
- Barbodes sunieri (Weber & de Beaufort, 1916)
- Barbodes tras Herre, 1926
- Barbodes truncatulus (Herre, 1924) (Bitungu)
- Barbodes tumba Herre, 1924
- Barbodes umalii (C. E. Wood, 1968)
- Barbodes wynaadensis (F. Day, 1873)
- Barbodes xouthos (Kottelat & H. H. Tan, 2011)[2]